# Rivière Jupiter

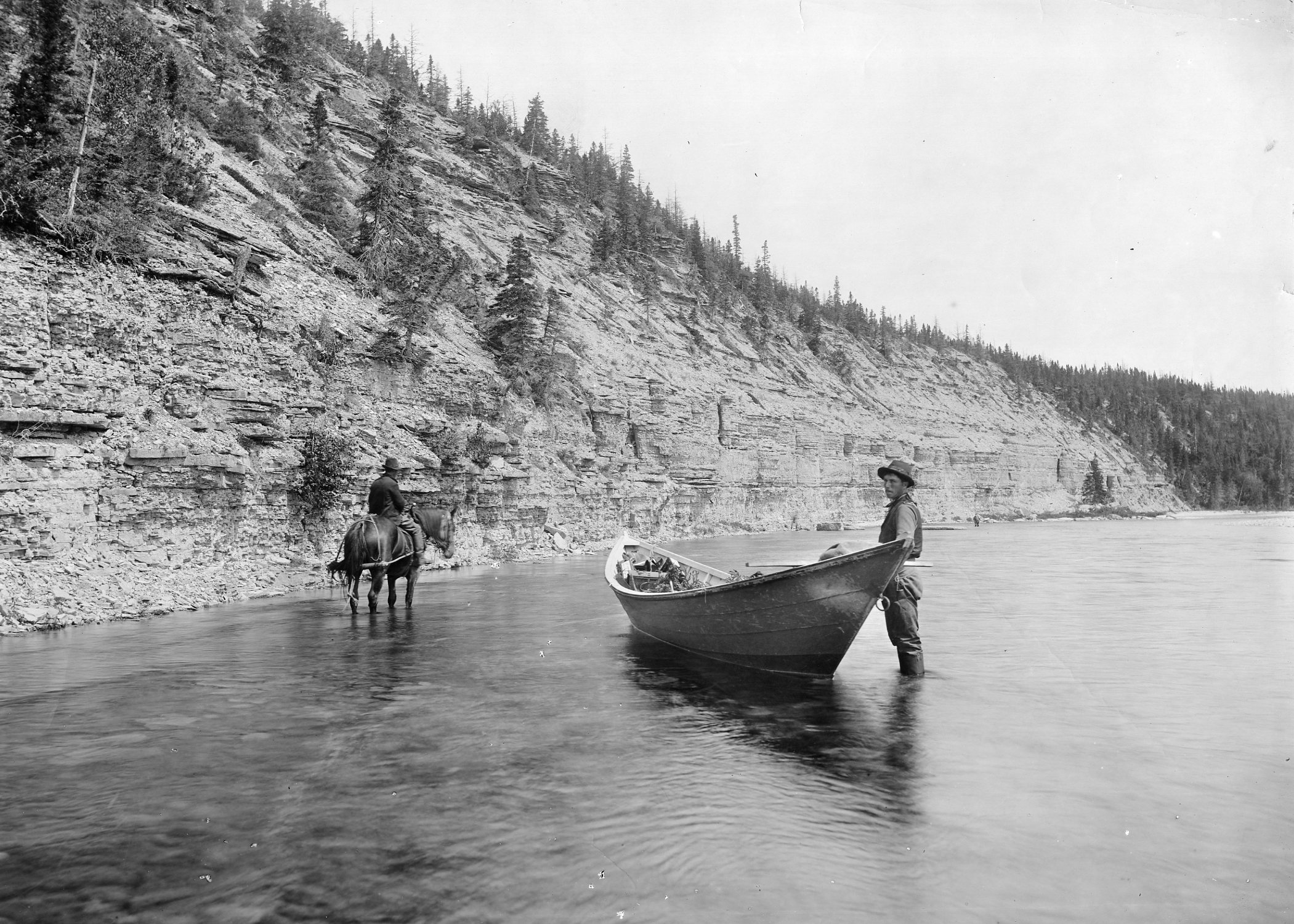
Rivière Jupiter, Ile d'Anticosti

Der Rivière Jupiter ist der größte Fluss auf der Insel Île d’Anticosti im Sankt-Lorenz-Golf.

## Flusslauf
Der Fluss entspringt in der Hügelkette im Inselinnern am Westrand des Parc national d’Anticosti. Er fließt vom Lac Létourneau zum Lac Louise und weiter in westlicher Richtung durch das Inselinnere und vollführt einen Bogen nach Süden. Er durchfließt dabei eine bis zu 100 m tiefe Schlucht. Der Rivière Jupiter mündet schließlich an der Südküste der Île d’Anticosti in die Baie Bonsecours. Der Fluss bildet an der Mündung ein Ästuar, welches durch eine Landzunge vom Meer getrennt ist. Der Rivière Jupiter hat eine Länge von 76 km. Er entwässert ein Areal von 964 km². Der mittlere Abfluss beträgt 20 m³/s.  